# Bouesse
Bouesse ist eine französische Gemeinde mit 388 Einwohnern (Stand 1. Januar 2022) im Département Indre der Region Centre-Val de Loire. Sie gehört zum Arrondissement Châteauroux und zum Kanton  Argenton-sur-Creuse.

## Geographie
Die Gemeinde liegt am Fluss Creuzançais. Nachbargemeinden von Bouesse sind Arthon im Norden, Buxières-d’Aillac im Nordosten, Gournay im Südosten, Maillet im Südwesten, Mosnay im Westen und Velles im Nordwesten.

### Ortsteile
- Les Molles
- Les Patras
- Les Touchettes
- La Verrerie
- Les Braies
- Le Champ Buron
- Fontpart
- La Jalousie

## Bevölkerungsentwicklung
- 1962: 522
- 1968: 465
- 1975: 416
- 1982: 430
- 1990: 416
- 1999: 398
- 2007: 395
- 2012: 372